# 臺中張家
位於臺中的張氏家族，知名的有：
- 豐原張家：屬張鳳鳴家族，發基於豐原南門底。
- 岸裡社張家：屬張達京家族，發跡於岸裡社；祭祀公業法人「張萬春管理委員會」。
- 南坑張家：屬張元香家族，清河堂，發跡於葫蘆墩旱溪上游地區。豐原高中（原臺中一中翁子分部）建校用地由此家族捐出興建。宗祠位於豐原高中旁，每年秋天舉行重陽祭祖；祭祀公業法人「臺中市張和合管理委員會」。宗祠於九二一大地震後不幸倒塌 現分於公老坪、岸裡里。
- 下七張犁張家：屬張文通家族，發跡於西屯區下七張犁地區；祭祀公業法人「張文通公管理委員會」。
- 圳堵張家：屬張趨家族，發跡於神岡區圳堵地區。